# Primer Congreso Indígena Nacional
El Primer Congreso Indígena Nacional se realizó entre el 24 y 28 de febrero de 1982, en el Colegio Claretiano de Bosa, Cundinamarca. Se llevó a cabo con el propósito de mostrar las diferentes problemáticas de las comunidades, para crear una organización indígena de carácter nacional. El Congreso dio como resultado la constitución de la Organización Nacional Indígena de Colombia (ONIC) y contó con la participación de más de 200 delegaciones indígenas de Colombia.

## Historia
Para reactivar el movimiento indígena colombiano, se realizaron diferentes encuentros nacionales como los de Silvia (Cauca) en 1973,  Bogotá en 1974, y los Congresos del Consejo Regional Indígena del Cauca CRIC: Tóez en 1975, Coconuco en 1978, y Toribio en 1981. Pero no fue sino hasta el Encuentro Nacional de Lomas de llarco (Tolima), realizado en octubre de 1980, donde se nombró una coordinadora provisional que fue la encargada de preparar el primer Congreso Indígena Nacional. Durante los meses siguientes,  la Coordinadora realizó diferentes labores como contactar a las organizaciones existentes y proponer los temas que se iban a debatir en el Congreso.
Cuando llegó el momento del Congreso, los delegados de las diferentes organizaciones indígenas, se distribuyeron en 8 comisiones y colaboraron junto con obreros, campesinos y estudiantes. De esta forma se analizaron los aspectos fundamentales para cada grupo de indígenas. Además se dio a conocer la situación de los indígenas a los demás sectores populares y a la opinión púbica. El comité ejecutivo quedó conformado de la siguiente manera: Presidente: Trino Morales, de la zona sur. Vicepresidente: Mario Moreno, de la selva. Fiscales: Jesús Adolfo Poloché, de la zona centro, y Miguel Gaitán, de los llanos. Tesorero: Bienvenido Arroyo, y Secretario: Gilberto Antonio Tascón, de la zona Occidente.

## Estructura del Congreso
Las conclusiones a las que se llegó en el Primer Congreso Nacional Indígena, quedaron consignadas en un documento titulado: La lucha por la tierra, baluarte de nuestro progreso y de nuestra independencia política. Este documento está dividido en diferentes secciones de acuerdo con las 22 temáticas que se discutieron durante el Congreso.

### El significado de la tierra para los indígenas
Para los indígenas, la tierra es muy importante debido a que les ofrece lugares especiales para sus huertas, sus rosas, conucos, chagras y para la cría de sus animales domésticos. Además obtienen plantas medicinales para curar sus enfermedades y variedad de cultivos para alimentarse. También, la tierra significa la noción de comunidad en donde todos los conocimientos indígenas se transmiten en familia. Es por esto que la necesitan para convivir dentro de su comunidad y preservar sus costumbres.

### Las luchas de los indígenas por la tierra
En este apartado, los indígenas manifiestan que diferentes comunidades como los chibchas, panches, pijaos, quimbayas, katíos, taironas, paeces y los pubenses, lucharon por mantener la tierra.
Durante la Conquista y la Colonia, estos indígenas se mantuvieron en contra de los españoles para proteger las tierras. Fue gracias a esto que se les reconoció a los indígenas que eran dueños de estas tierras y así fue como nacieron los resguardos indígenas.

### Han luchado después de la independencia
Después de la independencia de España y la formación de la república, los indígenas se siguieron manifestando. Algunas comunidades de indígenas desaparecieron durante esta época, mientras que otras, se mantuvieron gracias a su organización territorial. Esto significó que gran parte de la selva se perdiera y que parte de costumbres de los indígenas se deterioraran. Los indígenas concluyeron que la educación misionera contribuyó con el abandono del interés por defender la tierra por parte de esos grupos indígenas.

### Situación actual de los indígenas de Colombia
La situación legal de los indígenas, está vinculada con el tipo de relación de estos con la tierra y las diferentes formas de tenencia a las cuales el Estado les atribuye eficacia legal. Esto se relaciona con el aprovechamiento que cada grupo de indígenas como los agricultores, ganaderos, recolectores y pescadores dan a la tierra. Pero, además de la falta de tierras, otro problema que afrontan es la carencia de agua y baja precipitación de la península.
| Sectores                                    | Nombre | Población | %    |
| ------------------------------------------- | ------ | --------- | ---- |
| Resguardos                                  | 73     | 138.253   | 36%  |
| Reservas                                    | 79     | 39.981    | 11%  |
| Comunidades civiles indígenas               | 13     | 19.800    | 5%   |
| Reservas de proyecto (ocupantes de baldíos) | 71     | 76.371    | 19%  |
| Poseedores individuales (en baldíos)        | 23     | 85.854    | 22%  |
| Total                                       | 262    | 285.814   | 100% |

### Tres asuntos especialmente serios
En un primer momento, las represas del río Catatumbo, Garrapatas y de la Sierra Nevada de Santa Marta podrían afectar la vida económica y las posibilidades de supervivencia de los indígenas. Por esto, basándose en el Artículo 12 de la ley 31 de 1967 estos grupos indígenas manifestaron sus derechos en cuanto a la tierra. En segundo lugar, los indígenas discutieron sobre la concesión del Gobierno a una compañía para la explotación de los yacimientos de carbón de la Guajira. Y en tercer lugar los indígenas dialogaron acerca de la legalización de estas tierras a través de la lucha.

### Cultura y religión
En la Colonia, la corona española ordenó que los encomenderos mantuvieran curas doctrineros en sus repartimientos de indios para enseñar, a quienes eran nativos, las diferentes costumbres españolas y cristianas. Después de la segunda mitad del siglo XVII, los indígenas tuvieron que aprender español para eliminar los impedimentos y que se implementará el colonialismo.Por esta razón los indígenas hacen énfasis en su cultura, rituales y tradiciones orales, así como en la importancia que le otorgan al consenso de colectividad y a la constitución de los cabildos y casas colectivas.

### Educación
Los indígenas distinguen dos funciones principales que cumple todo proceso educativo. La primera se refiere a la visión ideológica, y la segunda se refiere a la capacitación de los miembros de una sociedad para cumplir a cabalidad con diferentes actividades.Teniendo en cuenta que los indígenas no consideran siempre a la educación como un servicio del Estado, se enfocan en los beneficios o perjuicios que pueda ocasionar la educación oficial. Por esto desarrollaron la tarea educativa para el movimiento indígena que consiste en fomentar la educación tradicional informal en todas las comunidades.

### Salud
Las comunidades indígenas entienden la salud como un estado de equilibrio del hombre con la naturaleza. Por esto han desarrollado su propio sistema de salud en el cual hacen uso de plantas medicinales como una de las técnicas para curar enfermedades. Los médicos tradicionales como Shamánes , manós, payes, jaibanás , etc., se basan en estos conceptos sagrados para mejorar las condiciones de vida de los indígenas. También tienen en cuenta la conformación de puestos de salud, enfermería o botiquines comunitarios con la ayuda de colaboradores que brinden capacitación a los indígenas, pero siempre aprovechando al máximo los recursos económicos.